# Cmentarz żydowski w Knyszynie
Cmentarz żydowski w Knyszynie – XVIII-wieczny cmentarz żydowski na groblach królewskich sadzawek wchodzących w skład założenia dworskiego Zygmunta II Augusta. Jeden z największych i najlepiej zachowanych kirkutów w województwie podlaskim.

## Historia
W XVI-XVII w. niewielka jeszcze społeczność żydowska w Knyszynie należała do gminy wyznaniowej w Tykocinie i tam chowała swoich zmarłych. Kahał powstał w miasteczku dopiero około 1705 i prawdopodobnie zaraz potem starozakonni zaczęli dokonywać pochówków na terenie zniszczonego już założenia dworskiego króla Zygmunta II Augusta. Początkowo robiono to bez oficjalnego przyzwolenia — być może traktowano królewszczyznę jako grunty „niczyje”.
Oficjalną zgodę na chowanie zmarłych na groblach sadzawek królewskich kahał otrzymał w 1786 i ten rok podawany jest w literaturze za datę założenia cmentarza. Jego tekst zachował się w wypisach z księgi zarządu cmentarnego chewra kadisza gminy żydowskiej w Knyszynie:
Zebrani mieszkańcy Knyszyna Żydzi wspólnością aby ogrodzili mogiłki swoje i myśli przedsięwzięcia swego żądać pozwala Zwierzchność Dworska przychylając się do tej prośby, tak mieysca, jak z dawna było i te ogrodzenie i tymże grzebania się dozwala. Dnia 14 Apryla 1786 r. Kopecki — Gubernator.
W rok później Żydzi otrzymali wręcz nakaz chowania zmarłych w Knyszynie:
Ponieważ mieszkańcy knyszyńscy Żydzi z dawna na sadzawkach dworskich Knyszyna mogiłki miane z dozwolenia dnia 14 Apryla 1786 r. około tychże mogiłek parkanem dobrym ogrodzenie ponowili, przez co wygodne miejsce do grzebania zmarłych swoich uczynili, ażeby odtąd żaden z Knyszyńskiego Państwa, bądź i Miasta czyli wprost mieszkaniec nie ważył się szukać innego mieysca po cudzych państwach z opłaceniem wyznaczającym Zwierzchność Dworska Knyszyńska odtąd nie zabrania, ale owszem, ażeby tu każdy należący, jako i z mniejszym kosztem grzebał, a przez to i mieysce i siebie nie uszkadzał, nakazuję. Dnia 30 grudnia 1787 r. Kopecki.
Gdy wszystkie wolne miejsca na groblach zostały zajęte lub wcześniej wykupione, zaczęto myśleć o nowym kirkucie. Początkowo miał się znajdować na Górze Królowej Bony, lecz katolicy uprzedzili ludność żydowską i ustawili tam w 1925 krzyż. Ostatecznie zaczęto chować starozakonnych nieopodal starego cmentarza (najstarszy nagrobek na nowej części pochodzi z 1933). Do 1939 zapełniano też wcześniej „zarezerwowane” place na cmentarzu starym.
Cmentarz przestał być użytkowany w 1942. Po wojnie stanął tam już tylko jeden nagrobek. 
W 2012 oznaczono miejsce zbiorowej mogiły z 1942. W 2014 Knyszyńskie Towarzystwo Regionalne im. Zygmunta Augusta przeprowadziło prace rewitalizacyjne na cmentarzu: kirkut został uporządkowany, z jego terenu usunięto krzaki i chwasty, ostawiono część wywróconych macew. Wytyczono również ścieżkę zwiedzania z najciekawszymi miejscami na cmentarzu.

## Układ cmentarza
Cmentarz dzieli się na dwie części: starą i nową. 
Część stara w całości okala dwie i fragment trzeciej (jedyne zachowane do dziś) spośród dwudziestu, niegdyś istniejących sadzawek króla Zygmunta II Augusta. Na kirkucie nigdy nie wytyczono alejek, gdyż ich funkcję pełniły same groble. Zmarłych chowano wzdłuż nich, jednak bez wyraźnie zaznaczonego porządku chronologicznego. Skupiska najstarszych macew znajdują się po zachodniej części cmentarza, jednak miejsca te były później sukcesywnie zagospodarowywane kolejnymi mogiłami, w wyniku czego obok nagrobków najstarszych znajdują się również nagrobki o kilkadziesiąt lat młodsze.
Część nowa cmentarza leży poza groblami, około 50 m od części starej. Nekropolia ma powierzchnię 1 ha.

## Stan zachowania
Knyszyński jest najlepiej zachowanym cmentarzem żydowskim Białostocczyzny. Nigdy nie został zdewastowany, nie było na nim brutalnych aktów wandalizmu. Nie ominęły go jednak powojenne kradzieże macew z cenniejszych materiałów: granitu, marmuru czy piaskowca. Na cmentarzu są puste betonowe przypory, które znajdowały się przy najbardziej okazałych tablicach oraz kilka skupisk cegieł, być może po ohelach.
Według inwentaryzacji z lat 90. XX w. na cmentarzu było 620 macew i 66 przypór, na nowym: 12 macew i 16 przypór. Najstarszy ze zidentyfikowanych grobów pochodzi z 1806. Podczas prac porządkowych w 2014 odkryto jeszcze kilkadziesiąt zapadniętych w ziemię macew, w tym dotychczas najstarszą z 1794.

## Nagrobki
Nagrobki zwrócone są tradycyjnie na wschód. Zdecydowana większość to proste macewy aszkenazyjskie z popularnego zlepieńca. 
Kilkanaście macew należy zaliczyć do cennych przykładów sztuki kamieniarskiej. Szczególnie wartościowe są te wykonane z piaskowca i granitu. Są też macewy wyróżniające się rozmiarem. Na odnotowanie zasługują także te o oryginalnym kształcie. Oprócz najwcześniejszych, niemal nie obrobionych kamieni, znajdują się tu szlifowane głazy zakończone półkoliście, stożkowato, ściętymi łukami, o cechach mauretańskich czy o niespotykanych wcięciach po bokach.   
Uwagę przykuwają stelle wykonane szczególnie misternie, na przykład z wykorzystaniem techniki wypukłej inskrypcji. Na kilkudziesięciu kamieniarze wykonali symboliczne rysunki: od prymitywnych kwiatów i otoków, przez tablice Mojżeszowe i gwiazdy Dawida, po bardziej wyszukane: wieniec, błogosławiące dłonie, złamane drzewo, ptak czy lew. Na części macew można dostrzec pozostałości farby, zwykle czarnej, którą wyróżniano napisy.
Stelle opisuje skrócona inskrypcja hebrajska (jest tylko jeden nagrobek, najmłodszy, z napisem polsko-hebrajskim). Artyzm kilku macew wyraża się także przez oryginalność inskrypcji. Najczęściej jednak umieszczano na nich utarte sformułowania i cytaty biblijne, np. „mąż doskonały i prawy”, „niewiasta poważana i cnotliwa”.